# Jardín Francisco I. Madero
El Jardín Francisco I. Madero, conocido también como el Atrio de Santa Clara, se ubica entre las calles de Francisco I. Madero e Ignacio Allende, así como al frente del Templo de Santa Clara de Asís en la ciudad de Querétaro. En este lugar se encontraba el Panteón del Convento de Santa Clara y en la tapia que lo limitaba se encontraba una fuente adosada al muro. Aquí se ubica la afamada Fuente de Neptuno, del arquitecto celayense Francisco Eduardo Tresguerras y el escultor queretano Juan Izguerra. 

## Eventos históricos
- 1633: Las religiosas Clarisas se instalaron en su convento en julio. Algunos vendedores semifijos se instalaron afuera de la tapia.[1]
- 1856 - 1861: La tapia fue derribada y los vendedores ocuparon el lugar.
- 1877: Se construyó el jardín.
- 1909: La fuente de Neptuno, que se encontraba en el mercado de San Antonio, fue trasladada al jardín, donde aún luce hoy.
- 2017: Se rehabilitó el andador de Francisco I. Madero, frente al jardín, como parte del programa Ciudades Mexicanas Patrimonio Mundial del FONCA y apoyado por el presidente municipal Marcos Aguilar Vega. Se renovó el adoquín, se nivelaron la calle y la banqueta, se instalaron nuevas luminarias LED y colocaron bancas.